# Tachyoryctoides
Tachyoryctoides é um gênero extinto de roedores da família Spalacidae.

## Espécies
- Tachyoryctoides gigas
- Tachyoryctoides glikmani
- Tachyoryctoides kokonorensis Li e Qiu, 1980
- Tachyoryctoides obruteschewi Cope, 1879
- Tachyoryctoides pachygnathus
- Tachyoryctoides tatalgolicus